# Prietrž
Prietrž est un village de la région de Trnava, en Slovaquie.

## Histoire
La première mention écrite du village date de 1262.

## Démographie

### Évolution de la population
| Année:               | 1994. | 2004.    | 2014.   | 2024.   |
| -------------------- | ----- | -------- | ------- | ------- |
| Nombre de personnes: | 792   | 708      | 736     | 727     |
| Différence:          |       | -10,60 % | +3,95 % | -1,22 % |

| Année:               | 2023. | 2024.   |
| -------------------- | ----- | ------- |
| Nombre de personnes: | 733   | 727     |
| Différence:          |       | -0,81 % |